# Dubstep
Dubstep /ˈdʌbstɛp/ là một thể loại nhạc điện tử bắt nguồn từ Nam Luân Đôn, Anh Quốc. Được hình thành vào cuối thập niên 90 như một thể loại nhạc có nhiều điểm tương đồng với 2-step garage, broken beat, drum and bass, jungle, dub và reggae. Ở Anh, sự bắt nguồn của Dubstep được cho là từ sự phát triển của hệ thống âm thanh party Jamaican cuối thập niên 80. Đặc điểm âm nhạc của nó là tiếng trống rất to và tiếng bass vô cùng nổi bật.
Cho cuối thập niên 2000 và đầu thập niên 2010, thể loại nhạc này bắt đầu trở nên thành công hơn về mặt thương mại ở Anh, với nhiều hơn những đĩa đơn và các bản remix được lọt vào các bảng xếp hạng âm nhạc. Các nhà báo và nhà phê bình cũng nhận thấy những ảnh hưởng của dubstep lên nhiều nghệ sĩ nhạc pop. Trong khoảng thời gian này, các nhà sản xuất bắt đầu kết hợp các yếu tố của dubstep với những sự ảnh hưởng khác, tạo ra nhiều thể loại pha tạp gồm future garage, post-dubstep mang chậm hơn và tính thể nghiệm cao hơn, và brostep được ảnh hưởng bởi electro house với heavy metal mà với đó dubstep đã trở thành một dòng nhạc đại chúng ở Hoa Kỳ.

## Đặc điểm

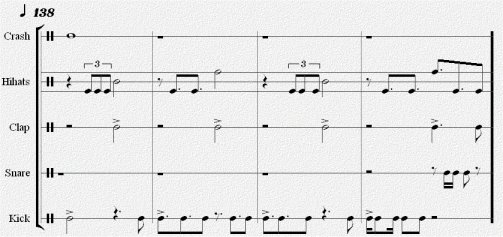
Nhịp trống đặc trưng của nhạc dubstep

### Nhịp điệu
Nhịp điệu của dubstep thường là đảo phách, và thường xáo trộn hoặc kết hợp với tuplets. Tốc độ (tempo) trung bình thường trong khoảng 280-300 nhịp trên một phút, với tiếng clap hoặc trống lẫy được thêm vào mỗi phách thứ ba của 1 nhịp. 

### Wobble bass
Một đặc điểm nổi bật của dubstep là wobble bass, hay "wub". Đàn synthesizer tạo ra âm sắc của wobble bass, cách làm là lấy LFO (sóng dao động tần số thấp) để điều chỉnh các thông số như volume, distortion hay filter cutoff.. Kết quả là tạo ra âm thanh với âm sắc được nhấn mạnh bởi nhịp điệu trong volume, distortion hay filter cutoff. Phong cách bass này này là nhân tố thúc đẩy trong một số biến thể của dubstep, đặc biệt là ở các chi tiết cuối câu lạc bộ thân thiện và quang phổ.

### Post-dubstep

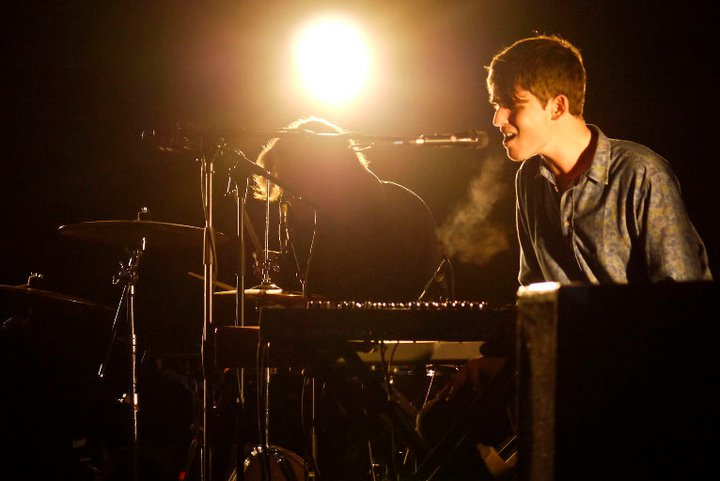
James Blake biểu diễn ở lễ hội Glastonbury, tháng 6 năm 2011